# الأزمة السياسية العراقية (2021-2022)
الأزمة السياسية العراقية (2021-2022) هي أزمةٌ سياسيةٌ ظهرت في العراق بعد إجراء الانتخابات البرلمانية في تشرين الأول (أكتوبر) 2021، حيث عجز أعضاء مجلس النواب العراقي عن تشكيل حكومة ائتلافية مستقرة، وانتخاب رئيس جديد،.، ما نجم عن وقوع النظام السياسي الوطني بمأزق سياسي، واستقالت كتلة التيار الصدري التي كانت أكبر الكتل، وإنتهى ذلك بعد تنصيب عبد اللطيف رشيد رئيسًا للجمهورية وتشكيل حكومة جديدة على يد رئيس الوزراء محمد شياع السوداني بترشيح من الإطار التنسيقي.

## الأحداث
بدأت الأزمة باشتباكات عنيفة في بغداد عقب الانتخابات ومحاولة اغتيال رئيس الوزراء مصطفى الكاظمي. في 18 نوفمبر قال مقتدى الصدر إنه يود تشكيل حكومة أغلبية.
في 9 كانون الثاني يناير، اجتمع البرلمان المنتخب حديثًا لأول مرة في المنطقة الخضراء لانتخاب رئيس مجلس النواب ونائبيه. بعد جلسة برلمانية فوضويّة أسفرت عن إصابة رئيس مجلس النواب المؤقت محمود المشهداني بالمرض ونقله إلى المستشفى. لكن بعد ذلك، أعيد انتخاب النائب السني ورئيس البرلمان الحالي محمد الحلبوسي لولاية ثانية، مع شاخوان عبد الله من الحزب الديمقراطي الكردستاني وحاكم الزاملي من التيار الصدري. نجح الحزب الديمقراطي الكردستاني والتيار الصدري وحزب التقدم (العراق) في شغل المناصب الثلاثة بسبب تصويت مرشحي كل كتلة لبعضهم البعض. وقد أدى ذلك إلى تجاهل الفصائل الشيعية الموالية لإيران في البرلمان النتيجة وادعاء حصولها على 88 مقعدًا، وأكثر من التيار الصدري، ثم عُلِّق البرلمان مؤقتًا لكنه تمكن لاحقًا من استئناف عمله مرة أخرى بعد أخذ رأي وحكم المحكمة العراقية العليا.
وفقًا لدستور العراق، يجب اختيار رئيس في غضون 30 يومًا من انتخاب رئيس مجلس النواب. اختار الاتحاد الوطني الكردستاني الرئيس الحالي برهم صالح للترشح لولاية رئاسية ثانية محتملة، بينما اختار الحزب الديمقراطي الكردستاني وزير الخارجية السابق هوشيار زيباري للترشح لهذا المنصب، وهي محاولة ثانية لرئاسة الحزب الديمقراطي الكردستاني.
حتى نهاية أيار مايو 2022، لم يتمكن مجلس النواب من اختيار رئيس للجمهورية ولم يتمكن من تشكيل أية حكومة. في 13 حزيران/ يونيو 2022، استقال 73 نائباً من كتلة الصدر من البرلمان. في 23 حزيران يونيو، وأعقب ذلك تأدية 73 نائباً بديلاً اليمين الدستوري ليحلوا محل النواب المستقيلين من مجلس النواب.
في 17 تموز يوليو، سربت تسجيلات سرية لرئيس الوزراء السابق نوري المالكي ينتقد فيها مقتدى الصدر، وورد أن هذا الحدث كان مثيراً للجدل وعاملاً في تعميق الأزمة.
وفي 25 تموز يوليو، رشح الإطار الوزير السابق ومحافظ محافظة ميسان محمد شياع السوداني رئيساً للوزراء.
في 27 تموز يوليو، غاضبًا من نفوذ إيران في الحكم المحلي العراقي، اقتحم أتباع مقتدى الصدر المنطقة الخضراء والبرلمان العراقي في بغداد. وقد تفرق التجمع بعد رسالة عامة من الصدر إلى أتباعه مفادها «صلّوا وعودوا إلى بيوتكم». يعتكف ألآلاف من أنصار مقتدى الصدر في مبنى البرلمان منذ 27 يوليو/تموز.